# Батинеллиевые
Батине́ллиевые, или батинеллацеи (лат. Bathynellacea), — отряд ракообразных из класса высших раков (Malacostraca). Миниатюрные интерстициальные организмы (0,5—3,4 мм), питающиеся бактериями, детритом и мелкими беспозвоночными. Насчитывают 260 видов, большинство которых обитает в грунтовых водах. Ископаемые представители отряда не известны.

## Распространение
Представители отряда известны со всех континентов, исключая Антарктиду. Также не найдены в Центральной Америке, на вулканических и некоторых других островах.
Большинство батинеллиевых населяют грунтовые воды, где они обнаруживаются в пустотах песчаных пород при обычных температурах 12—14 °C. Часто попадают в подземные озёра и искусственные колодцы: первый открытый вид Bathynella nathans был обнаружен в 1886 году чешским зоологом Франтишеком Вейдовским в пражском колодце. Течением их также может выносить в придонные слои поверхностных пресных водоёмов.
Небольшое число видов приурочено к песку морских побережий в солоноватых и солёных водах. Ещё 2 вида найдены на дне озера Байкал (от мелководья до 1440 м) и во впадающих в него реках: Bathynella baicalensis и Baicalobathynella magna — самый крупный вид батинеллиевых, достигает 3,4 мм в длину.
С территории Демократической Республики Конго в грунтовых водах вблизи озера Упемба известен термофильный вид Thermobathynella adami, обитающий в горячих источниках, где он выдерживает температуру до 55 °C.

## Строение
Мелкие ракообразные длиной от 0,5 до 3,4 мм с червеобразно вытянутым телом. Голова свободная (не срастается грудными сегментами), глаза отсутствуют. Грудь состоит из 8 сегментов, передние 7 несут по паре коротких двуветвистых конечностей. Конечности 8-го грудного сегмента у самок рудиментарны, у самцов функционируют как копулятивный орган. Брюшко состоит из 5 свободных сегментов и ещё одного — сросшегося с анальной лопастью в плеотельсон. Лишь 2 первых сегмента брюшка могут нести рудиментарные плеоподы (либо плеоподы полностью отсутствуют). От плеотельсона отходит пара развитых двуветвистых уроподов, а также хвостовая фурка.
Движение батинеллиевых в пространстве между песчинками происходит преимущественно за счёт изгибания тела. При попадании в открытую воду батинеллиевые способны плавать, выпрямив тело и взмахивая грудными ногами, однако они не могут противостоять даже слабому течению.
Наличие у взрослых особей черт, характерных для личиночных стадий других высших раков, объясняют возможным прогенетическим происхождением батинеллиевых.

## Размножение и развитие
Батинеллиевые раздельнополы. Самки не вынашивают яйца, откладывают их на песок. Стадия науплиуса проходит под оболочкой яйца. Вылупление происходит на стадии паразоеа — личинки с неполным набором туловищных сегментов и только одной парой грудных ног (соответствует протозоеа других отрядов). У некоторых видов стадия паразоеа также проходит в эмбриогенезе, а из яйца выходит уже молодая особь. Половой зрелости батинеллиевые достигают после серии линек, развитие может длиться несколько месяцев.

## Таксономия
Традиционно батинеллиевые рассматриваются в составе надотряда синкарид, куда их относят наряду с современными анаспидацеями и палеозойскими Palaeocaridacea. Вместе с тем, существуют альтернативные гипотезы о статусе синкарид, согласно которым эта группа может считаться полифилетической.
В настоящее время отряд подразделяют на 2 семейства: Bathynellidae и Parabathynellidae (=Leptobathynellidae). Представители Bathynellidae отличаются от Parabathynellidae несколько более расширенным брюшком (в сравнении с грудью), иным строением антенн, ротовых придатков и ног, особенностями хетотаксии.

### Семейство Bathynellidae
- Agnatobathynella
- Antrobathynella
- Austrobathynella
- Baikalobathynella
- Bathynella
- Clamousella
- Delamareibathynella
- Gallobathynella
- Hispanobathynella
- Meridiobathynella
- Morimotobathynella
- Nannobathynella
- Nihobathynella
- Pacificabathynella
- Paradoxibathynella
- Parameridiobathynella
- Pseudantrobathynella
- Pseudobathynella
- Sardobathynella
- Serbanibathynella
- Tianschanobathynella
- Transkeilthynella
- Transvaalthynella
- Uenobathynella
- Vandelibathynella
- Vejdovskybathynella

### Семейство Parabathynellidae
- Acanthobathynella
- Afrobathynella
- Allobathynella
- Atopobathynella
- Batubathynella
- Billibathynella
- Brasilibathynella
- Brevisomabathynella
- Califobathynella
- Californibathynella
- Chilibathynella
- Cteniobathynella
- Ctenophallonella
- Eobathynella
- Guadalopebathynella
- Habrobathynella
- Haplophallonella
- Heterodontobathynella
- Hexabathynella
- Hexaiberobathynella
- Iberobathynella
- Issykkulibathynella
- Kimberleybathynella
- Lamtobathynella
- Leptobathynella
- Montanabathynella
- Nilobathynella
- Nipponbathynella
- Noodtibathynella
- Notobathynella
- Nunubathynella
- Octobathynella
- Odontobathynella
- Parabathynella
- Paraeobathynella
- Paraiberobathynella
- Parvulobathynella
- Psalidobathynella
- Racovitzaibathynella
- Sabahbathynella
- Siambathynella
- Sinobathynella
- Sketinella
- Texanobathynella
- Thermobathynella